# Lupljivke
Lupljivke (znanstveno ime Suillus) so rod gliv iz družine lupljivkark (Suillaceae).

## Značilnosti
Značilnosti lupljivk, ki jih delijo z drugimi člani reda cevarjev (Boletales), so valjast bet, klobuka, mehko meso in cevasta trosovnica.
Posebne značilnosti rodu so povrhnjica klobuka, ki se zlahka olupi in je pogosto sluzasta in lepljiva, ko je vlažna, prisotnost temno obarvanih, gručastih, sterilnih celic, imenovanih cistide, ki dajejo ustjem cevk ali površini beta pegast videz, trosni odtis cimetovo rjave ali čokoladno rjave barve, in obvezna mikorizna simbiotska povezava z borovkami (Pinaceae), zlasti z rodovi Bor (Pinus), Macesen (Larix) in Duglazija (Pseudotsuga).
Razlike med posameznimi vrstami v rodu se kažejo v barvi in ornamentaciji povrhnjice klobuka, mesa, trosovnice in beta, prisotnosti zastirala oziroma koprene pri nezrelih osebkih in obročku, ki ostane na betu in vrsti partnerskega drevesa.
Lupljivke najdemo po vsej severni polobli, kjer lahko najdemo člane drevesne družine borovk. Čeprav je nekaj vrst razširjenih v gorskih območjih tropskih regij, je večina omejena na zmerna območja. Nekatere vrste so bile naključno vnesene z borovci v borovih nasadih zunaj njihovega naravnega območja.

## Seznam lupljivk Slovenije[4]
- sibirska lupljivka (Suillus americanus)
- jadranska lupljivka (Suillus bellinii)
- prožna lupljivka (Suillus bovinus)
- Bresadolova lupljivka (Suillus bresadolae)
- votlobetna lupljivka (Suillus cavipes)
- brezobročna lupljivka (Suillus collinitus)
- rumena lupljivka (Suillus flavidus)
- rumenkasta lupljivka (Suillus flavus)
- ovčarska lupljivka (Suillus granulatus)
- macesnova lupljivka (Suillus grevillei)
- kratkobetna lupljivka (Suillus leptopus)
- maslena lupljivka (Suillus luteus)
- primorska lupljivka (Suillus mediterraneensis)
- bela lupljivka (Suillus placidus)
- cemprinova lupljivka (Suillus plorans)
- rožnatoporna lupljivka (Suillus roseoporus)
- pisana lupljivka (Suillus spraguei)
- tridentinska lupljivka (Suillus tridentinus)
- peščena lupljivka (Suillus variegatus)
- siva lupljivka (Suillus viscidus)